# Tryphon aridus
Tryphon aridus är en stekelart som beskrevs av Dmitriy R. Kasparyan 1969. Tryphon aridus ingår i släktet Tryphon och familjen brokparasitsteklar. Inga underarter finns listade i Catalogue of Life.